# Ancistrus
Ancistrus es un género de peces de agua dulce de la familia Loricariidae del orden de los siluriformes.

## Taxonomía
Es el mayor género de la tribu Ancistrini. La especie tipo es Ancistrus cirrhosus.
El nombre ancistrus viene del griego "agkistron" que significa gancho - una referencia a la forma de los odontoides (dientes dérmicos) de la mejilla. Los géneros Pristiancistrus, Thysanocara y Xenocara son ahora sinónimos de Ancistrus.

## Apariencia y anatomía
Ancistrus muestra todas las características típicas de Loricariidae, entre las cuales está un cuerpo cubierto de placas óseas y una ventosa ventral.  Se distinguen por su nariz amplia llena de cerdas como bigote tupido: la característica más comúnmente asociada con el género son los pequeños tentáculos carnosos encuentran en la cabeza de los machos adultos, las hembras pueden tener tentáculos a lo largo del margen de hocico, pero son más pequeñas y no tienen tentáculos en la cabeza. Tentáculos directamente relacionados con los odontoides, se desarrollan en la espina de la aleta pectoral de los machos de algunas especies. Los machos también tienen odontoides evertable en la mejilla, que están menos desarrolladas o ausentes en las hembras. Carecen de odontoides a lo largo del hocico. En comparación con los plecostomus, tienen un tamaño más pequeño (alcanzan sólo 15 cm o menos) y más aplanados, pero más robustos, con una cabeza relativamente más amplia.

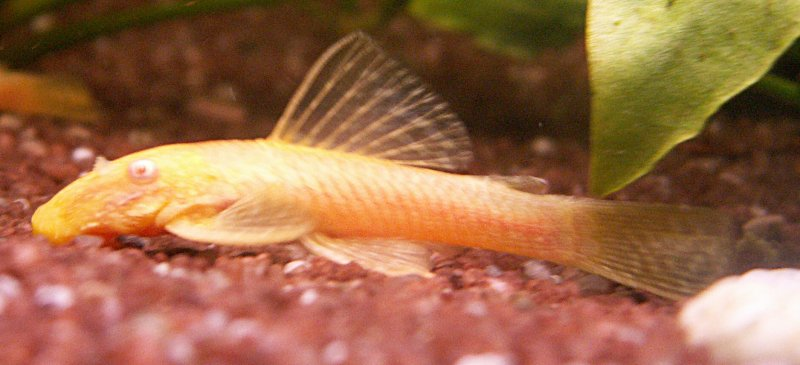
Ancistrus sp.

Generalmente la coloración es moteada, típicamente de fondo marrón, pardo, gris o negro, con pequeños puntos blancos o amarillos, pero hay especies claras o rojizas.

## Distribución y hábitat
Se encuentran a lo largo de las corrientes de agua de las llanuras aluviales del río Amazonas y otros ríos en América del Sur. Algunas especies como A. cryptophthalmus y A. formoso viven en cuevas.

## Ecología
Su dieta es la típica de los loricariideos, principalmente algas y adicionamente otros organismos del bentos. Se ocultan cuando no se alimenta, sin embargo los individuos jóvenes se encuentran muchas veces en aguas poco profundas y claras, lo que los hace susceptibles a la depredación por aves. 
Tienen la capacidad de obtener oxígeno a través de su estómago modificado. Esto les permite sobrevivir en condiciones con bajos niveles de oxígeno.
La crianza se realiza en huecos, cuevas y pozos de lodo en los bancos. Los machos pueden limpiar el interior de la cavidad con sus ventosa antes de permitir a la hembra acercarse e inspeccionar el nido. El cortejo incluye la ampliación de las aletas dorsal y caudal y los intentos de los machos para escoltar a la hembra a su nido. Mientras la hembra inspecciona el nido, el macho mantiene un estrecho contacto. La hembra puede poner de 20 a 200 huevos, adheridos generalmente al techo de la cavidad.

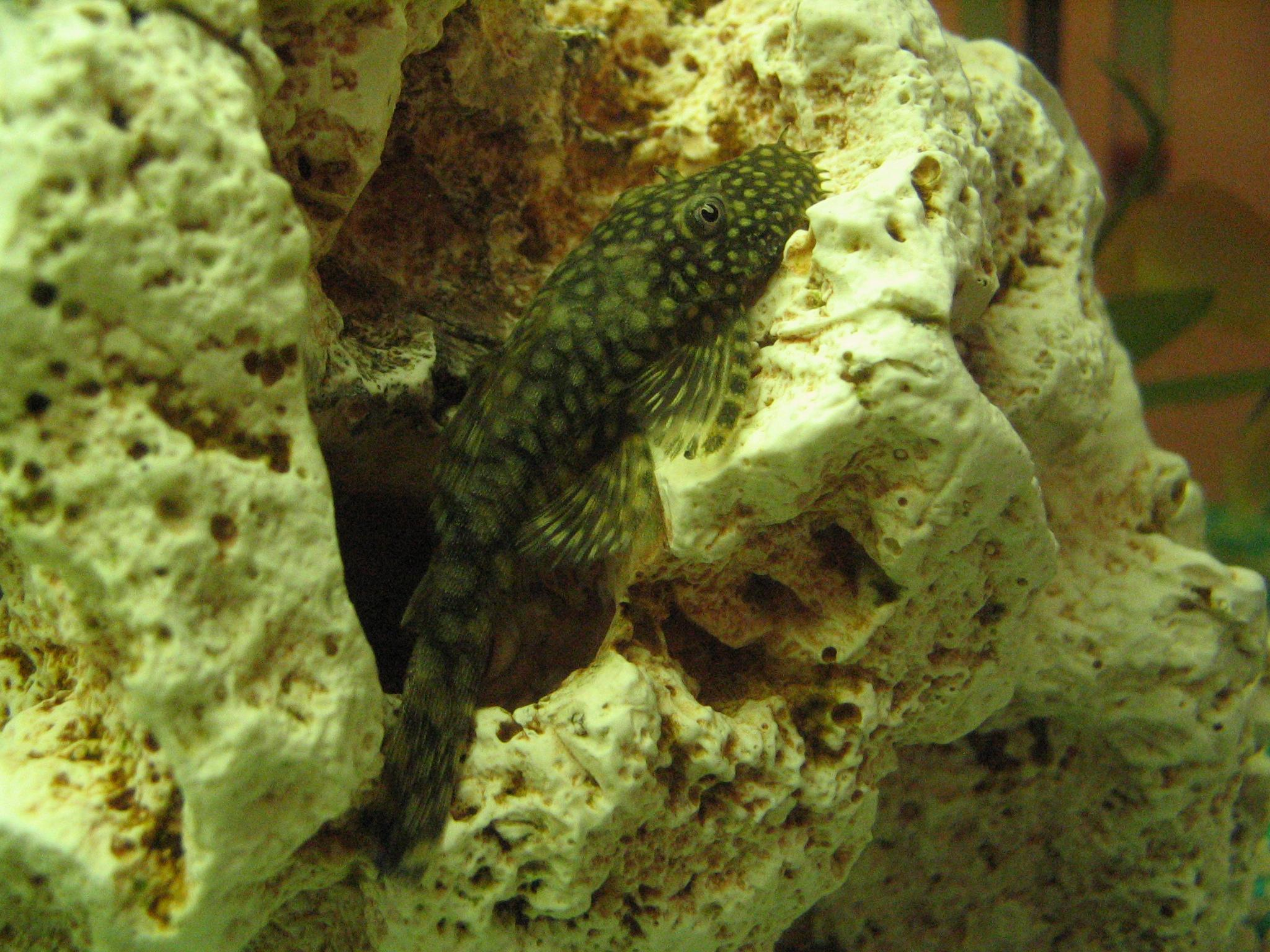

La hembra no juega ningún papel en la crianza y es el macho el que se ocupa de los pequeños: limpia los huevos y la cavidad con sus aletas y la boca, inspecciona los huevos para retirar los infértiles o enfermos y airea batiendo como abanico sus aletas pectorales y pélvicas. Durante este tiempo, el macho por lo general no sale o sale muy poco de la cavidad para alimentarse y cuando lo hace vuelve rápidamente Los huevos eclosionan en 4 a 10 días durante el trascurso de 2 a 6 horas; en tanto el macho sigue de guardia de nido por 7 a 10 días después de la eclosión. Las crías permanecen en la cueva y se adhieren a las paredes y al techo con la boca, absorbiendo su saco vitelino en 2 a 4 días y luego pueden nadar libremente.
Los machos son competitivos y territoriales. Se visualizan entre sí en posiciones paralelas, cabeza con cola, con las aletas dorsal y caudal erguidas y los odontoides de la mejilla salientes. En la medida en que esto intensifica la lucha, se mueven en círculo y se atacan entre sí con golpes directos a la cabeza. Si un macho intruso logra desalojar a otro, puede canibalizar los jóvenes machos del otro.
Un macho puede cuidar varias nidadas de huevos al mismo tiempo. Las hembras prefieren machos que ya están protegiendo huevos y pueden preferir a los que ya están protegiendo larvas; se ha sugerido que los tentáculos pueden actuar como un atractivo mimetismo para atraer a las hembras, que permitiría machos sin huevos simular, para competir con los machos que ya están cuidando los huevos. Varias nidadas en diferente estados de desarrollo de los huevos hasta larvas que nadan libremente, se pueden encontrar en un mismo nido.

## Especies
- Ancistrus abilhoai Bifi, Pavanelli & Zawadzki, 2009
- Ancistrus agostinhoi Bifi, Pavanelli & Zawadzki, 2009
- Ancistrus aguaboensis Fisch-Muller, Mazzoni & Weber, 2001
- Ancistrus bodenhameri Schultz, 1944
- Ancistrus bolivianus Steindachner, 1915
- Ancistrus brevifilis Eigenmann, 1920
- Ancistrus brevipinnis Regan, 1904
- Ancistrus bufonius Valenciennes, 1840
- Ancistrus caucanus Fowler, 1943
- Ancistrus centrolepis Regan, 1913
- Ancistrus chagresi Eigenmann & Eigenmann, 1889
- Ancistrus cirrhosus Valenciennes, 1836
- Ancistrus claro Knaack, 1999
- Ancistrus clementinae Rendahl, 1937
- Ancistrus cryptophthalmus Reis, 1987[7]
- Ancistrus cuiabae Knaack, 1999
- Ancistrus damasceni Steindachner, 1907
- Ancistrus dolichopterus Kner, 1854
- Ancistrus dubius Eigenmann & Eigenmann, 1889
- Ancistrus erinaceus Valenciennes, 1840
- Ancistrus eustictus Fowler, 1945
- Ancistrus formoso Sabino & Trajano, 1997
- Ancistrus fulvus Holly, 1929
- Ancistrus galani Pérez & Viloria, 1994[8]
- Ancistrus gymnorhynchus Kner, 1854
- Ancistrus heterorhynchus Regan, 1912
- Ancistrus hoplogenys Günther, 1864
- Ancistrus jataiensis Fisch-Muller, Cardoso, da Silva & Bertaco, 2005
- Ancistrus jelskii Steindachner, 1877
- Ancistrus latifrons Günther, 1869
- Ancistrus leucostictus Günther, 1864
- Ancistrus lineolatus Fowler, 1943
- Ancistrus lithurgicus Eigenmann, 1912
- Ancistrus macrophthalmus Pellegrin, 1912
- Ancistrus maculatus Steindachner, 1881
- Ancistrus malacops Cope, 1872
- Ancistrus maracasae Fowler, 1946
- Ancistrus martini Schultz, 1944
- Ancistrus mattogrossensis Miranda-Ribeiro, 1912
- Ancistrus megalostomus Pearson, 1924
- Ancistrus minutus Fisch-Muller, Mazzoni & Weber, 2001
- Ancistrus montanus Regan, 1904
- Ancistrus mullerae Bifi, Pavanelli & Zawadzki, 2009
- Ancistrus multispinis Regan, 1912
- Ancistrus nudiceps Müller & Troschel, 1849
- Ancistrus occidentalis Regan, 1904
- Ancistrus occloi Eigenmann, 1928
- Ancistrus parecis Fisch-Muller, Cardoso, da Silva & Bertaco, 2005[9]
- Ancistrus pirareta Muller, 1989
- Ancistrus piriformis Muller, 1989[10]
- Ancistrus ranunculus Muller, Rapp Py-Daniel & Zuanon, 1994[11]
- Ancistrus reisi Fisch-Muller, Cardoso, da Silva & Bertaco, 2005
- Ancistrus salgadae Fowler, 1941
- Ancistrus spinosus Meek & Hildebrand, 1916
- Ancistrus stigmaticus Eigenmann & Eigenmann, 1889
- Ancistrus tamboensis Fowler, 1945
- Ancistrus taunayi Miranda-Ribeiro, 1918
- Ancistrus temminckii Valenciennes, 1840
- Ancistrus tombador Fisch-Muller, Cardoso, da Silva & Bertaco, 2005
- Ancistrus trinitatis Günter, 1864
- Ancistrus triradiatus Eigenmann, 1918
- Ancistrus variolus Cope, 1872
- Ancistrus verecundus Fisch-Muller, Cardoso, da Silva & Bertaco, 2005[12][13][14][15][16][17][18]